# Cneu Servílio Cepião (cônsul em 169 a.C.)
Cneu Servílio Cepião (em latim: Cneus Servilius Caepio) foi um político da gente Servília da República Romana eleito cônsul em 169 a.C. com Quinto Márcio Filipo. Era filho de Cneu Servílio Cepião, cônsul em 203 a.C. e teve três filhos: Cneu Servílio Cepião, cônsul em 141 a.C., Quinto Servílio Cepião, cônsul em 140 a.C., e Quinto Fábio Máximo Serviliano, que foi adotado pela gente Fábia e cônsul em 142 a.C..

## Primeiros anos
Foi edil curul em 179 a.C. e celebrou jogos mais de uma vez por conta de diversos prodígios excepcionais. Foi pretor da Hispânia Ulterior entre 175 e 174 a.C.. Depois de voltar à Itália, foi um dos embaixadores enviados ao Reino da Macedônia em 172 a.C. para denunciar a aliança na corte do rei Perseu.

## Consulado (169 a.C.)
Foi eleito cônsul em 169 a.C. com Quinto Márcio Filipo e recebeu a Itália como província enquanto Filipo assumiu o comando da guerra na Macedônia.